# Ходкевич, Ян Кароль
Ян Ка́роль Ходке́вич (1560, Вильна, Великое княжество Литовское — 24 сентября 1621, Хотин, Молдавское княжество) — военный и политический деятель Великого княжества Литовского, представитель магнатского рода Ходкевичей. Великий подчаший литовский (1596), генеральный староста жмудский (1599—1616), польный гетман литовский (1600—1605), воевода виленский (1616—1621), гетман великий литовский (1605—1621), граф на Шклове, Новой Мыши и Быхове, пан на Мельце и Краснике.

## Биография

### Начало службы
Сын Яна Иеронима Ходкевича, виленского каштеляна, и Кристины Зборовской. Учился в Виленском университете (Академии), затем отправился за границу. В 1586—1589 году вместе с братом Александром изучал философию и право в иезуитской академии в городе Ингольштадт (Бавария). После учёбы посетил Италию и Мальту для изучения военного искусства. С 1599 года — староста Жемайтии.

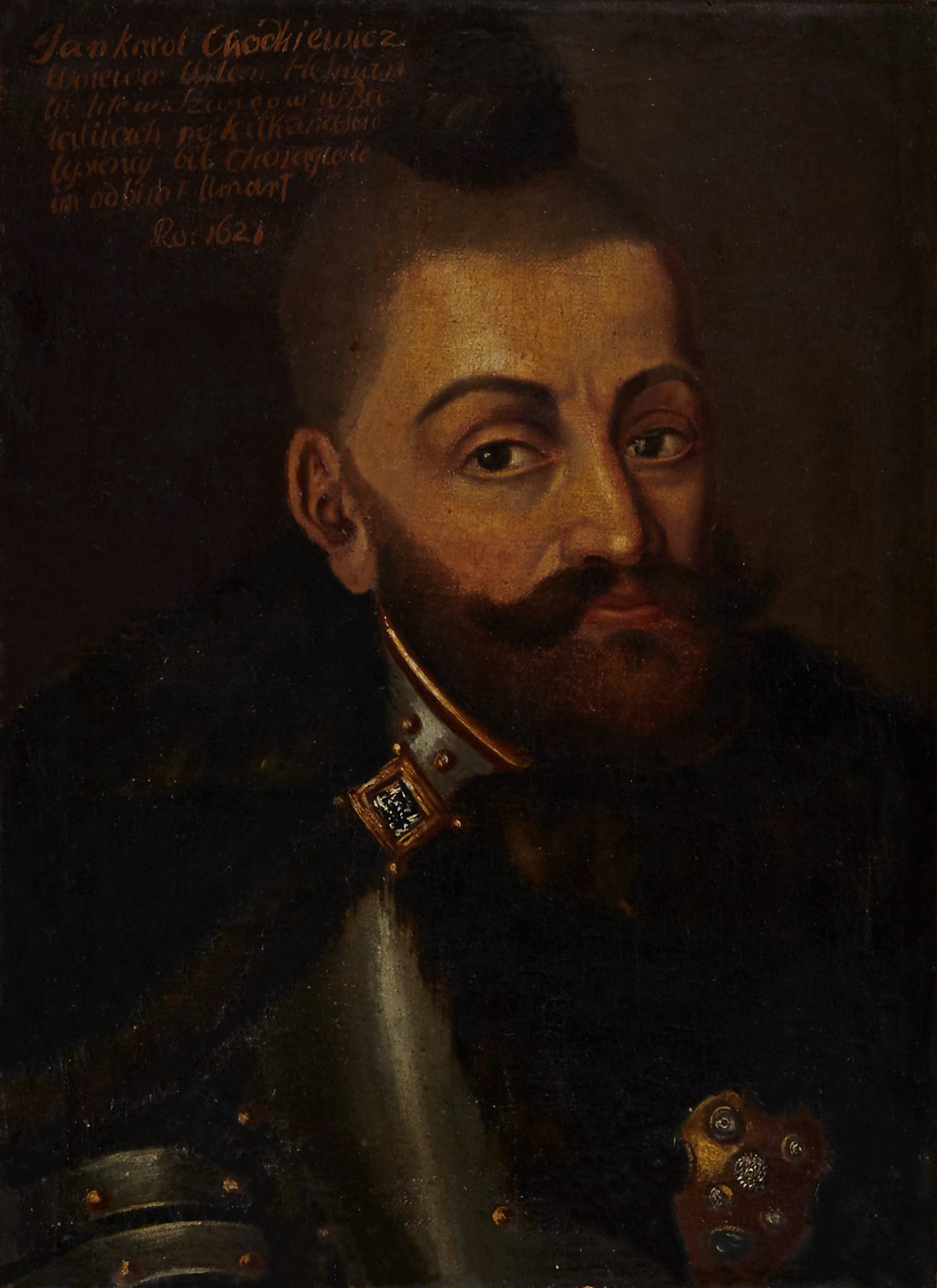
Портрет Яна Кароля Ходкевича в возрасте ококоло 30 лет

Службу в войсках Речи Посполитой начал под командованием гетмана Жолкевского при подавлении восстания Наливайко. Участвовал в походах в Молдавию под командованием Яна Замойского. В 1601 году стал польным гетманом Великого княжества Литовского.

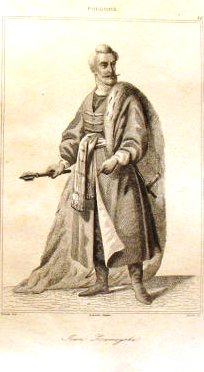
Ян Кароль Ходкевич

### Война со Швецией
Активно участвовал в войне со Швецией. Несмотря на трудности, (например, отсутствие помощи от короля Сигизмунда III и Сейма), одерживал победы. В 1604 году взял Дерпт (ныне Тарту, Эстония); дважды разбил шведские войска. За одержанные победы в марте 1605 года был вознаграждён званием великого гетмана Великого княжества Литовского.
Однако самая большая победа Ходкевича ещё ждала его впереди. В середине сентября 1605 года шведские войска были сконцентрированы около Риги. Сюда же направлялась ещё одна шведская армия, во главе с королём Карлом IX; таким образом, шведы имели явное преимущество над войсками Речи Посполитой.
27 сентября 1605 года произошла Битва при Кирхгольме (ныне Саласпилс, Латвия). Ходкевич имел около 3000—4000 солдат, основную часть из которых составляла тяжёлая кавалерия крылатых гусар. Шведская армия насчитывала порядка 11000 человек, из них большую часть (8500 человек) составляли пехотинцы.
Однако, несмотря на столь неблагоприятный перевес сил, Ходкевичу в течение трёх часов удалось разгромить шведскую армию. Ключевую роль в этом сыграло грамотное применение конницы: выманив противника с его укреплённых позиций притворным отступлением, войска Ходкевича смяли наступавшую шведскую пехоту и при поддержке артиллерии разгромили основные силы противника. Король Карл IX был вынужден бежать с поля боя, а шведская армия, прекратив осаду Риги, вернулась обратно в Швецию. Ходкевич получил поздравительные письма от папы римского Павла V, католических государей Европы (Рудольфа II Австрийского и Якова I Английского), и даже от турецкого султана Ахмеда I и персидского шаха Аббаса I.
Однако даже столь значительная победа не улучшила положения войск Ходкевича в финансовом плане. Денег в казне по-прежнему не было, и армия стала попросту разбегаться. Внутренние неурядицы привели к тому, что плодами победы Речь Посполита так и не воспользовалась.

### Рокош Зебжидовского
Следующие пять лет Ян Ходкевич активно участвовал в разгоревшейся внутри Речи Посполитой внутренней борьбе. Попытки короля Сигизмунда III несколько централизовать управление государством вызвали восстание (т. н. «рокош») под предводительством Миколая Зебжидовского (пол. Mikołaj Zebrzydowski). Среди литовской знати рокошан поддержал один из лидеров кальвинистов Ян Радзивилл. В 1606 году оппозиция перешла к боевым действиям.
Первоначально Ходкевич сохранял нейтралитет в разгорающемся конфликте, однако, после присоединения к конфедератам Яна Радзивилла (врага Ходкевичей), осудил рокош, и поддержал короля. 6 июля 1607 года в битве под Гузовым в решающем сражении королевская армия разгромила оппозицию; Ходкевич командовал войсками на правом фланге.
Победа над оппозицией и подавление её выступлений, тем не менее, не позволили королю продолжить начатые реформы государственного управления. Восторжествовал компромисс, фактически означавший прекращение централизаторской политики короля Сигизмунда.

### Возвращение вИнфлянты
Тем временем вновь активизировались шведские войска. Внутренние неурядицы Речи Посполитой позволили им весной 1607 года взять Белый Камень, а 1 августа 1608 года — Динамюнде (ныне Даугавгрива, с 1924 года — часть Риги).
В октябре 1608 года Ходкевич вернулся в Инфлянты, и сразу перешёл в контрнаступление. 1 марта 1609 года двухтысячная армия под его командованием ночным штурмом взяла Пернов (ныне Пярну), а затем вернулась под Ригу. Успех вновь сопутствовал Ходкевичу: его кавалерийские отряды разбили передовые войска шведов, что вынудило шведского главнокомандующего графа Мансфельда отступить от Риги. Взятие крепости Динамюнде и победа небольшого польско-литовского флота над превосходящим шведским флотом обеспечили Речи Посполитой преимущество в этом регионе. Подкреплений Ходкевич вновь не получил — король Сигизмунд готовился к войне с Россией. Смерть шведского короля Карла IX 30 октября 1611 года позволила начать мирные переговоры, и до 1617 года военные действия на Балтике были прекращены.

### Участие в походах на Россию: предыстория
Поводом для начала войны с Российским государством стало введение на территорию России шведского корпуса под командованием Я. Делагарди по просьбе царя Василия Шуйского. Поскольку Речь Посполита воевала со Швецией, это было расценено как враждебный акт.
Король Сигизмунд лично возглавил войска, вторгшиеся на территорию России. В сентябре 1609 года он начал осаду Смоленска, закончившуюся в июне 1611 года падением города. После поражения русского войска под командованием Д. И. Шуйского (брата царя) от войск гетмана С. Жолкевского под Клушиным (близ Гжатска; 24 июля 1610 года), царь Василий Шуйский был свергнут. Новое правительство, «Семибоярщина», пригласило на московский трон королевича Владислава, однако Сигизмунд не отпустил 15-летнего сына в Россию; Москву занял польско-литовский гарнизон со Станиславом Жолкевским во главе.
Ян Кароль Ходкевич как гетман великий литовский выступал против помощи Лжедмитрию II и войны с Россией. Опыт противостояния со Швецией, когда отсутствие денег и подкреплений не позволили Ходкевичу нанести врагу решительное поражение, не давал оснований надеяться на быструю победу. Тем не менее, в апреле 1611 года Ходкевич выступил на Псков, и пять недель осаждал Псково-Печерский монастырь, однако взять его не смог и отступил.

#### Первый поход на Москву (1611—1612)

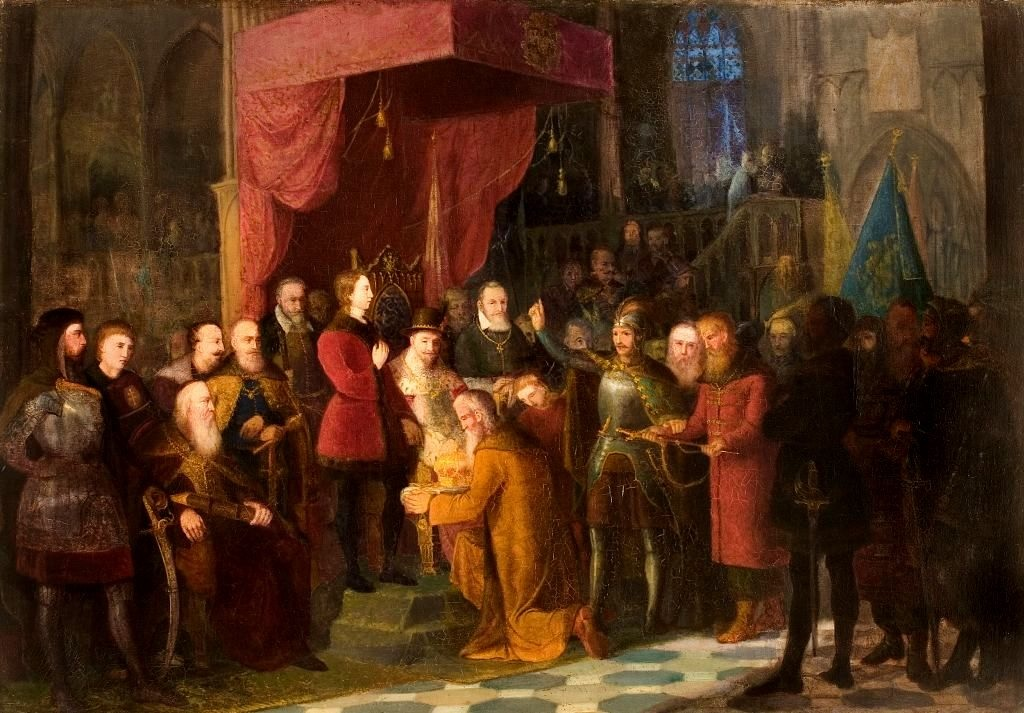
Цари Шуйские перед Сигизмундом III. Картина Яна Матейко

В начале осени 1611 года Ян Кароль Ходкевич по приказу короля возглавил войска для помощи польско-литовскому гарнизону в Московском Кремле. В Шклове были собраны запасы припасов и амуниции, а также около 2500 солдат, которые 6 октября 1611 года подошли к Москве. Войскам Ходкевича пришлось выдержать ряд стычек с отрядами 1-го ополчения под командованием Дмитрия Трубецкого; подход Ходкевича спас польско-литовский гарнизон Кремля от сдачи, однако доставить припасы осаждённым в Кремль не удалось. В отряде Ходкевича обострились противоречия между поляками и солдатами-литвинами, и в начале ноября 1611 года сократившееся до 2000 человек войско отступило к Рогачёву. Здесь Ходкевич вновь собрал припасы, и 18 декабря всё-таки доставил их кремлёвскому гарнизону.

#### Московская битва
В 1612 году такие походы для снабжения польско-литовского гарнизона провиантом успешно повторялись ещё дважды. Очередной поход состоялся в конце августа — начале сентября 1612 года, почти одновременно с Ходкевичем на Москву для занятия трона направился королевич Владислав в сопровождении отца — короля Сигизмунда и канцлера Льва Ивановича Сапеги. Однако у Москвы Ходкевича встретили войска 2-го и остатки 1-го ополчения, вместе имевшие больше сил; пробиться к Кремлю и Китай-Городу с боем Ходкевичу не удалось. 31 августа 1612 года войска Ходкевича находились всего в 5 километрах от стен Москвы, на Поклонной Горе. 1 сентября они заняли Новодевичий монастырь и попытались войти в Москву через Чертольские ворота, но были отбиты. На следующий день Ходкевич попытался прорваться в Москву с юга, через Донской монастырь и Калужские ворота. Его войскам удалось пробиться в Замоскворечье до улиц Большая Ордынка и Пятницкая, но прорваться до Кремля и Китай-города вновь не удалось. 2 сентября Ходкевич возобновил атаки. Его солдаты подошли вплотную к берегу Москвы-реки, но и теперь на сам берег ополченцы их не допустили. А в это время Кузьма Минин с отборными силами переправился через Москву-реку и нанёс удар в районе Крымского двора (ныне район Крымского моста). Ходкевич окончательно потерпел поражение; потеряв около 500 человек и обоз с провиантом, он был вынужден отступить. Победа ополченцев решила судьбу польско-литовских войск в Кремле: 1 ноября был сдан Китай-город, а 6 декабря, исчерпав все запасы продовольствия, кремлёвский гарнизон капитулировал.
Отступая, Ходкевич встретился в Вязьме с подошедшей поздно армией, в которой вместе с отцом (королём Сигизмундом) находился королевич Владислав, направлявшийся в Москву, чтобы занять русский трон. Однако эта армия задержалась под Волоколамском и не успела помешать капитуляции польско-литовского гарнизона Кремля.
В феврале 1613 года новый Земский Собор избрал на русский престол России Михаила Романова, и надежды Королевича Владислава на русскую корону стали почти призрачными.

#### Второй поход на Москву (1617—1618)
В 1613—1615 годах Ходкевич командовал польско-литовскими войсками во вновь образованном Смоленском воеводстве. В это время королевский двор вернулся к плану посадить на московский трон королевича Владислава. Ходкевич возглавил польско-литовские войска.
По приказу гетмана Яна Ходкевича во второй половине февраля 1615 года выступил в поход на Брянск полковник Лисовский. Одновременно в сторону Стародуба выдвинулся отряд Януша Кишки.
11 октября 1617 года отряды Ходкевича взяли крепость Дорогобуж; 18 октября — Вязьму. Отсюда Владислав начал рассылать грамоты к различным слоям населения России. Однако эти грамоты имели мало успеха; бо́льшая часть бояр, дворян и казаков осталась к ним равнодушна. После занятия Вязьмы ударили морозы, и военные действия приостановились. Королевич и гетман остались в Вязьме, готовясь к дальнейшему походу. Боевые действия свелись к набегам на окрестные, и так разорённые войной, районы отрядов лёгкой кавалерии Александра Лисовского («лисовчиков»). Весной 1618 года силы для наступления на Москву были собраны. Ходкевич имел под началом 14000 человек, в том числе около 5500 человек пехоты. Однако дисциплина в войске была слабой. В высшем командовании начались споры за командные посты. В решения командования нередко вмешивался королевич Владислав и его фавориты. Ещё более ухудшило положение известие о том, что Сейм санкционировал финансирование кампании против России только на 1618 год.
В июне 1618 года войска Ходкевича начали поход на Москву. Сам гетман хотел наступать через Калугу, но Владислав сумел настоять на прямом ударе к российской столице. В начале октября 1618 году польско-литовские войска заняли село Тушино (к северу от Москвы), и начали подготовку к штурму. Одновременно с юга к Москве подошла 20 000-я казачья армия гетмана П. Сагайдачного. В ночь на 11 октября польско-литовские войска начали штурм Москвы, попытавшись прорваться через Тверские и Арбатские ворота, однако приступ был отбит. В условиях надвигающейся зимы и отсутствия финансирования королевич Владислав согласился на переговоры. 11 декабря 1618 году в селе Деулино (близ Троице-Сергиева монастыря) было подписано перемирие сроком на 14 с половиной лет. Согласно его условиям, Россия уступала Смоленскую землю, вошедшую в состав Великого Княжества Литовского, а также Черниговскую и Северскую земли, вошедшие в состав польской короны.
Ян Кароль Ходкевич вернулся из этого похода разочарованным. Годы постоянных войн серьёзно сказались на его здоровье, он всё чаще болел. Не всё было ладно и в семье. Ходкевич на некоторое время отошёл от государственных дел и занялся управлением своими поместьями.

### Война сТурцией(1620—1621)

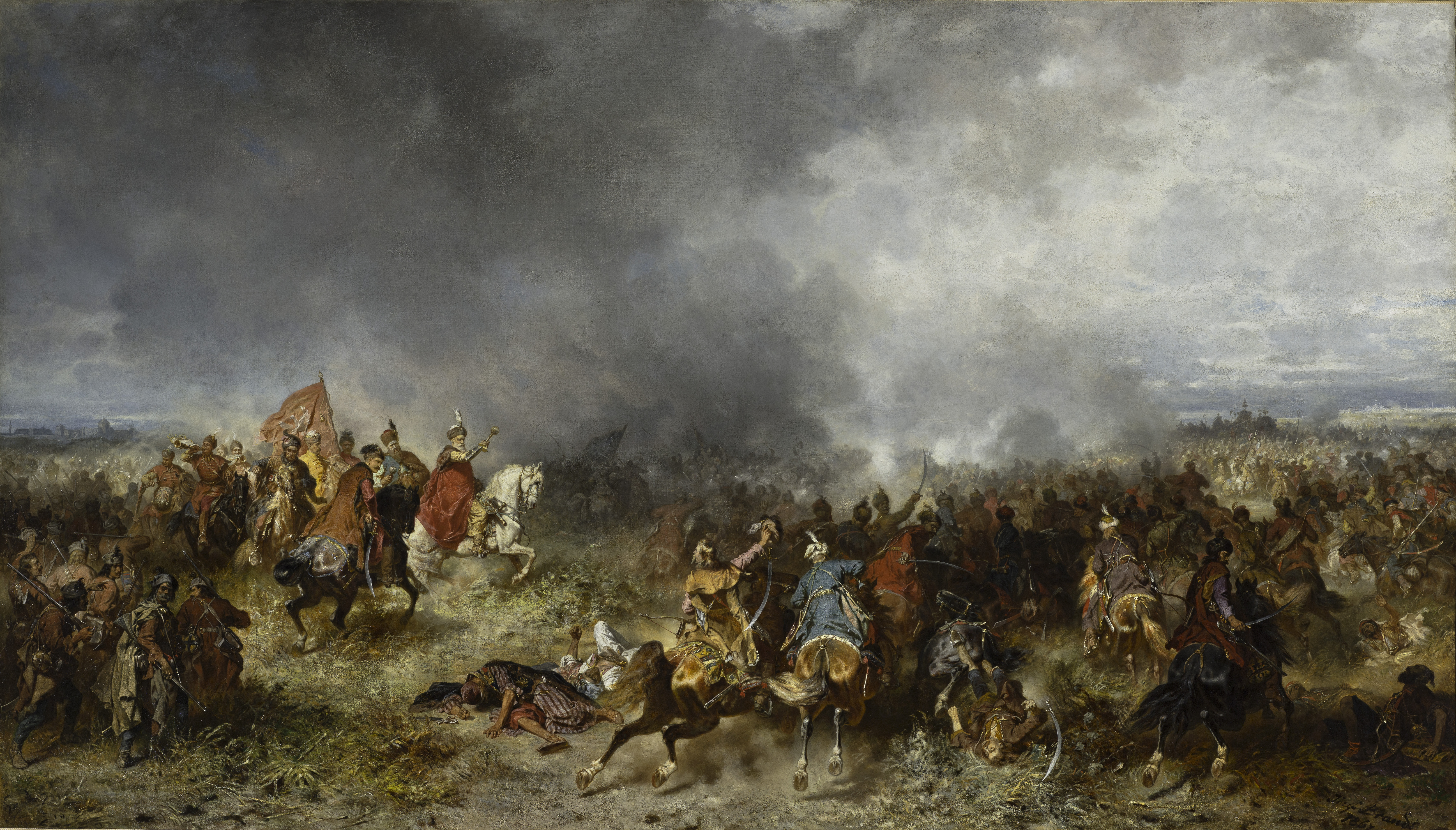
Ян Кароль Ходкевич (в красном) при Хотине, 1621 год (картина Юзефа Брандта)

В 1620 году Речь Посполита была втянута в войну с Османской империей. В августе 1620 года польская армия потерпела сокрушительное поражение под Цецорой (недалеко от Ясс)потому что коронный гетман Жолкевский пошел воевать с Турцией с малым польским войском, не желая приглашать Сагайдачного с казаками на условиях возвращения казакам прежних прав.Великий гетман коронный Станислав Жолкевский был убит, а польный гетман коронный Станислав Конецпольский попал в плен. В декабре 1620 года Ян Кароль Ходкевич получил командование всеми силами Речи Посполитой. Но татары захватывали районы в Подолии, Галиции и Волыни. Для борьбы с ними у Польши войск не хватало. В 1621 году король Сигизмунд III обратился к православному патриарху Иерусалимскому Феофану, который находился в Киеве у казаков, повлиять на казаков, чтобы они помогли Польше в войне с Турцией. Казаки на Большой Раде 15.06.1621г выбрали делегацию во главе с Сагайдачным и направили ее для переговоров в Варшаву. Король лично обещал Сагайдачному вернуть былые права казакам. Казацкий гетман Бородавка, узнав это обещание короля, не дожидаясь возвращения из Варшавы делегации и Сагайдачного, выступил в поход против турок с войском 41 тысяча 520 казаков при 22 пушках.  Королевич Владислав и Ходкевич с войском только 35 тысяч человек перешли Днестр и стали лагерем у Хотина 22 июля 1621 года.
Кроме татар больших турецких войск пока у Хотина не было.
Гетман Бородавка присоединился к полякам 1 сентября 1621 года, с ним пришел и Сагайдачный. 
Султан Осман II с марша атаковал позиции казаков и поляков 7 сентября, основной удар направил на укрепленные таборы казаков. Сражение шло два дня, все атаки турок были отбиты, казаки с Сагайдачным делали вылазки, он потом подарил Ходкевичу пленного турецкого пашу. Особенно успешной была вылазка 12 сентября в турецкий обоз, откуда султан и его мурзы бежали от казаков, но поляки не помогли преследовать турок.
Несмотря на пришедшее к туркам подкрепление, в решающем сражении 28 сентября, благодаря удару Сагайдачного по туркам с тыла, была одержана победа. Решающую роль играли казаки и лично Сагайдачный, награжденный королевичем Владиславом сразу после битвы, а затем королем Сигизмундом  III.
Королевич Владислав и Ходкевич при Хотине заболели лихорадкой, и Ходкевич умер 24 сентября.
В сентябре 1621 года, собрав войска, Ходкевич переправился через Днестр, и занял крепость Хотин. Несмотря на тяжёлое положение с продовольствием, войска Ходкевича отбили все атаки значительно превосходящих войск Турции и её вассала — Крымского ханства. 23 сентября тяжело больной Ходкевич передал командование армией коронному подчашему Станиславу Любомирскому. Умер великий гетман литовский Ян Кароль Ходкевич 24 сентября. Узнав об этом, турки попытались вновь захватить лагерь польско-литовских войск, но вновь дважды потерпели неудачу. Понеся большие потери, Османская империя была вынуждена заключить мир с Речью Посполитой; договор был подписан 9 октября 1621 года. Последнюю свою битву гетман Ходкевич выиграл; война с турками была завершена.

### Личная жизнь

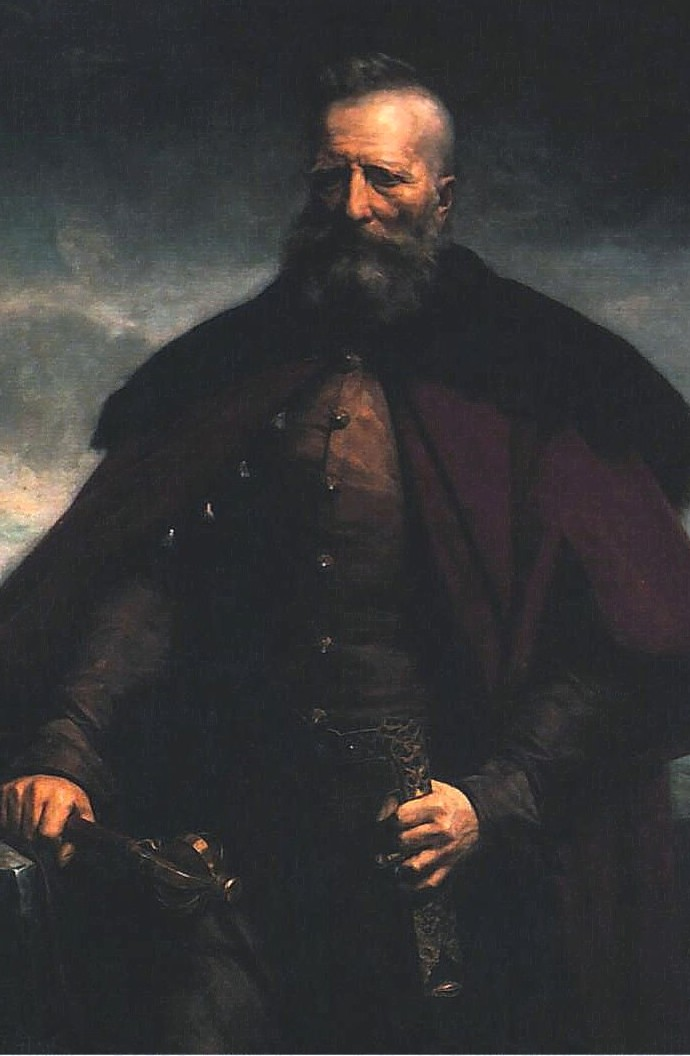
Ходкевич на картине Леона Каплинского

Ян Кароль Ходкевич женился в 1593 году на дочери воеводы подольского и гетмана великого коронного Николая Мелецкого, вдове Слуцкого князя Яна Симеона Олельковича Софье Мелецкой (1567—1619). От этого брака у него был сын Иероним (1598—1613) и дочь Анна-Схоластика (1604—1625), которая была замужем за Яном Станиславом Сапегой (1589—1635, старшим сыном Льва Сапеги, канцлера великого литовского.
После смерти жены Ян Кароль Ходкевич женился во второй раз на Анне-Алоизии Острожской (1600−1654). Ключевую роль в этом браке сыграли политические мотивы: 60-летнего гетмана уговорил жениться на 20-летней княжне его брат, Александр Ходкевич, который не хотел, чтобы богатейшие владения брата перешли во владения рода Сапег. Брак состоялся 28 ноября 1620 года в Ярославе. Сразу после брака гетман отправился на сейм в Варшаву, а после — в свой последний поход.
После Яна Кароля Ходкевича остались большие владения. Главными из них были: Быхов и Горы в Оршанском повете, Ляховичи — в Новогрудском, Свислочь — в Волковысском, Шкуды и Кретинга — в Жемайтии. Вместе с братом Александром он был владельцем Шклова и Шкловского графства. В связи с недостатком государственного финансирования Ян Кароль Ходкевич тратил на войска свои личные средства, и поэтому его долги перед смертью достигали 100 тысяч злотых (больше, чем ежегодный доход от всех его владений). Тем не менее, за имущество Ходкевича начались распри между магнатскими родами, бывшими с ним в родстве. Претензии на него заявили: дочь, Анна-Схоластика, и её муж, Станислав Сапега; брат Яна Кароля Александр Ходкевич; и, наконец, молодая вдова Анна-Алоизия Ходкевич (урождённая Острожская) вместе со своими опекунами.
Борьба за имущество окончилась только через два года, в мае 1623 года, когда все родственники, наконец, разделили наследство гетмана. Вдова гетмана добилась, чтобы его тело похоронили не в принадлежавшем Ходкевичам городе Кретинге (где была похоронена его первая жена), как он сам хотел, а в резиденции князей Острожских — городе Остроге на Волыни.

## Память
В Кретинге на Ратушной площади 12 июня 2009 года в связи с предоставлением городу, благодаря Ходкевичу, магдебургского права был открыт памятник работы архитектора Адомаса Скезгелы при участии скульптора Римаса Эйдеюса.

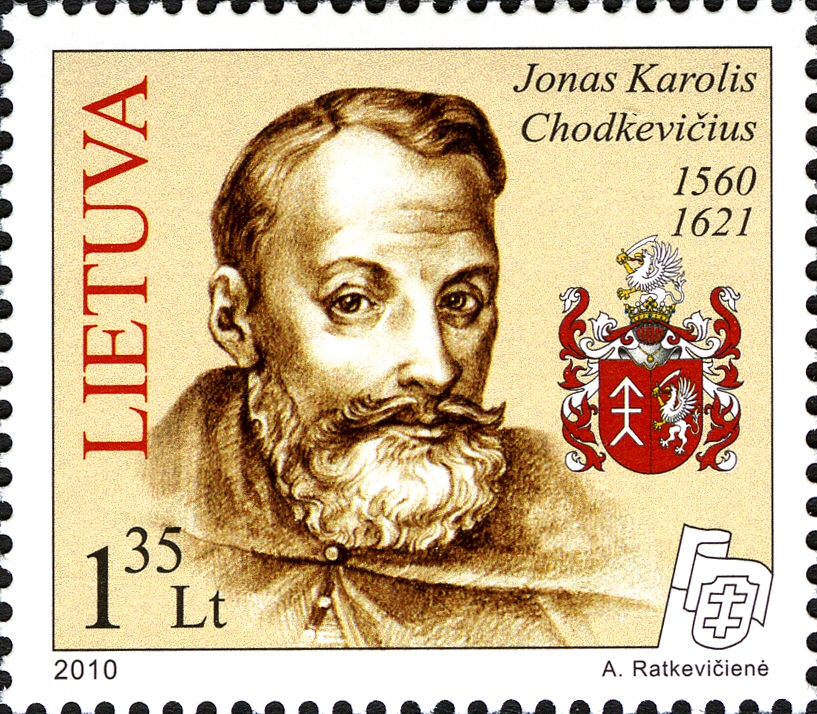
450 лет со дня рождения Яна Кароля Ходкевича, Почта Литвы, 2010

В 2010 году Почта Литвы выпустила почтовую марку, приуроченную к 450-летию со дня рождения Я. К. Ходкевича. 
Постановлением Сейма Литовской Республики от 30 июня 2020 года в связи с 400-летием смерти полководца и государственного деятеля 2021 год в Литве объявлен годом Яна Кароля Ходкевича.
24 сентября 2021 года, в честь 400 годовщины смерти гетмана — моторизированная бригада «Жемайтия» войска литовского была переименована в пехотную бригаду имени великого гетмана литовского Яна Кароля Ходкевича «Жемайтия».